# Powiązania
Powiązania (ang. All Tied Up) – amerykańsko-hiszpański film komediowy z 1993 roku w reżyserii Johna Marka Robinsona.

## Fabuła
Młody dziennikarz, Brian, cieszy się dużym powodzeniem u kobiet. Pragnie jednak się ustatkować i ożenić z ukochaną Lindą. Trudno mu jednak zrezygnować z przelotnych romansów. Przyłapany na gorącym uczynku obiecuje poprawę, jednak Linda postanawia go ukarać z pomocą współlokatorek. Brian zostaje związany, uwięziony w ich domu i poddany "kuracji odwykowej".

## Główne role
- Zach Galligan - Brian Hartley
- Teri Hatcher - Linda Alissio
- Lara Harris - Kim Roach
- Tracy Griffith - Sharon Stevens
- Abel Folk - Max
- Edward Blatchford - Detektyw Frank Steinham
- Olivia Brown - Tara
- Rachel Sweet - J.J.
- Melora Walters - Bliss
- Viviane Vives -  Carmen